# Cris Tales
Cris Tales (stylisé CrisTales) est un jeu vidéo d'action-RPG développé par le studio colombien Dreams Uncorporated et SYCK et édité par Modus Games, sorti en juillet 2021 sur Nintendo Switch, Microsoft Windows, Xbox Series, Xbox One, PlayStation 4, PlayStation 5 et Google Stadia.

## Trame
Le joueur incarne une orpheline nommée Crisbell. Alors qu'elle cueillait des roses dans l'orphelinat ou elle vit, une grenouille en vole une sous son nez. Alors que Crisbell se met à la recherche de la rose, elle se rend à la cathédrale où elle retrouve la rose et la grenouille. Cette dernière, qui a le don de parole, se nomme Matias, et dit à Crisbell qu'elle est l'élue et qu'elle peut modifier le passé et le futur.

## Système de jeu
Cris Tales est un jeu d'action-RPG au tour par tour. Chaque personnage jouable a ses propres capacités uniques.

## Développement
Le jeu est développé par le studio indépendant colombien Dreams Uncorporated. Il a été officiellement annoncé à l'E3 2019 qui a été revendiqué comme « un hommage aux JRPG classiques comme Final Fantasy, Chrono Trigger, Persona, entre autres franchises ». Sa sortie était prévu en novembre 2020 mais a été reporté au début de 2021, afin d'apporter un meilleur résultat.
En plus de l'influence des JRPG, Cris Tales montre des influences de la culture et de l'architecture colombiennes.

## Accueil
Au cours de son développement avec des streaming de gameplay de l'accès anticipé, Cris Tales a été acclamé par les médias spécialisés. Hardcore Gamer le cite comme « Une manipulation incontournable et magnifique du temps » et l'a nommé « Game of Show » et « Meilleur RPG », à l'E3 2019. DualShockers le cite comme « une lettre d'amour aux JRPG, mais aussi à la culture et aux histoires colombiennes, Cardenas inclus », le récompensant comme le « Meilleur jeu PC » lors de cet événement.
Au moment de sa sortie, Cris Tales reçoit cependant un accueil critique mitigé avec un score de 74/100 sur l'agrégateur de notes Metacritic.